# Општина Богатић
Општина Богатић је општина у Мачванском округу, на западу Србије. По подацима из 2004. општина заузима површину од 384 km² (од чега на пољопривредну површину отпада 3.651 ha, а на шумску 2.948 ha).
Центар општине је насеље Богатић. Општина Богатић се састоји од 14 насеља. По подацима из 2011. године у општини је живело 32.990 становника. Према подацима пописа 2022. општина има 24.522 становника. По подацима из 2004. природни прираштај је износио -6,4‰, а број запослених у општини износи 4.689 људи. У општини се налази 14 основних и 1 средња школа.

## Историја
Околина Богатића била је насељена још пре почетка наше ере. За време римске владавине у овој области развила су се многа насеља, а изгледа, и на подручју где се налази данашњи Богатић, јер су овде пронађени фрагменти римских цигала и црепова.

### Нови век
Богатић се први пут помиње за време аустријске окупације Србије 1718—1739. године, са 44 породице. Када су Аустријанци 1718. године основали у овој области шабачки дистрикт, који је бројао 75 насељених места, Богатић је међу њима био највеће место. За време првог српског устанка Богатић је био средиште Мачве. Године 1818. имао је 201 кућу. За време кнеза Милоша почела су да се уређују села у Мачви. Тада је и Богатић добио тип ушореног мачванског друмског насеља. Градом је проглашен 1924. године. Становништво Богатића претрпело је велике губитке у балканским ратовима 1912-1913. а нарочито за време Првог светског рата 1914—1918. године. При упаду у Мачву 1914. године аустроугарски војници вршили су велика зверства у Богатићу и околини. У току народне револуције Богатић с околином био је поприште жестоких борби.

### Савремено доба
Град је неколико пута ослобађана у 1941. години. Средином јула 1941. године на Бубањи, у непосредној близини Богатића, формиран је Мачвански народноослободилачки одред који је 7. августа исте године напао и заузео Богатић. Тог дана био је у Богатићу пазарни дан. Поред сељака и великог броја сељачких кола ушла су у град и троја партизанска сељачка кола натоварена оружјем и муницијом. У исто време су и борци одреда пошли за Богатић, помешани с народом. Кад су стигли на одређено место, борци су се одмах нашли код кола, збацили кукурузовину, испод које је било оружје, и зачас су сви борци одреда били под оружјем. Изненадна појава наоружаних људи усред Богатића запрепастила је жандарме који су се без отпора предали. Богатић је ослобођен, а из затвора су пуштени сви политички затвореници. Одмах је у центру града одржан збор на коме је говорио командант одреда. После збора у одред је добровољно ступило неколико десетина бораца. Ослобођење Богатића представљало је велики политички успех о коме се одмах разнео глас по целој Мачви. Град са околином постао је центар ослобођене територије са које је успешно дејствовао Мачвански партизански одред.
У центру града подигнут је споменик Мики Митровићу и палим борцима у народноослободилачком рату.

### Насеља
- Богатић
- Бадовинци
- Баново Поље
- Белотић
- Глоговац
- Глушци
- Дубље
- Клење
- Метковић
- Очаге
- Салаш Црнобарски
- Совљак
- Узвеће
- Црна Бара

## Становништво
Према попису из 2011. године општина има 28.883 становника.

### Национални састав становништва општине по попису 2011. године
| Етнички састав према попису из 2011.‍ | Етнички састав према попису из 2011.‍ | Етнички састав према попису из 2011.‍ | Етнички састав према попису из 2011.‍ | Етнички састав према попису из 2011.‍ |
| ------------------------------------ | ------------------------------------ | ------------------------------------ | ------------------------------------ | ------------------------------------ |
|                                      |                                      |                                      |                                      |                                      |
| Срби                                 | Срби                                 |                                      | 27.517                               | 95,27%                               |
| Роми                                 | Роми                                 |                                      | 514                                  | 1,78%                                |
| Хрвати                               | Хрвати                               |                                      | 33                                   | 0,11%                                |
| Југословени                          | Југословени                          |                                      | 27                                   | 0,09%                                |
| Муслимани                            | Муслимани                            |                                      | 18                                   | 0,06%                                |
| Македонци                            | Македонци                            |                                      | 11                                   | 0,04%                                |
| Украјинци                            | Украјинци                            |                                      | 11                                   | 0,04%                                |
| Мађари                               | Мађари                               |                                      | 7                                    | 0,02%                                |
| Црногорци                            | Црногорци                            |                                      | 7                                    | 0,02%                                |
| Бугари                               | Бугари                               |                                      | 5                                    | 0,02%                                |
| Румуни                               | Румуни                               |                                      | 4                                    | 0,01%                                |
| Словаци                              | Словаци                              |                                      | 4                                    | 0,01%                                |
| Албанци                              | Албанци                              |                                      | 3                                    | 0,01%                                |
| Руси                                 | Руси                                 |                                      | 3                                    | 0,1%                                 |
| Словенци                             | Словенци                             |                                      | 3                                    | 0,01%                                |
| Немци                                | Немци                                |                                      | 2                                    | 0,01%                                |
| Русини                               | Русини                               |                                      | 1                                    | 0,01%                                |
| остали                               | остали                               |                                      | 14                                   | 0,05%                                |
| Регионално опредељени                | Регионално опредељени                |                                      | 7                                    | 0,02%                                |
| неизјашњени                          | неизјашњени                          |                                      | 322                                  | 1,12%                                |
| непознато                            | непознато                            |                                      | 370                                  | 1,28%                                |
| укупно: 28.883                       |                                      |                                      |                                      |                                      |

### Верски састав становништва општине по попису 2011. године
| Верски састав‍ | Верски састав‍ | Верски састав‍ | Верски састав‍ | Верски састав‍ |
| ------------- | ------------- | ------------- | ------------- | ------------- |
|               |               |               |               |               |
| Православци   | Православци   |               | 27.822        | 96,33%        |
| Католици      | Католици      |               | 45            | 0,16%         |
| Протестанти   | Протестанти   |               | 35            | 0,12%         |
| Атеисти       | Атеисти       |               | 35            | 0,12%         |
| Муслимани     | Муслимани     |               | 19            | 0,07%         |
| Агностици     | Агностици     |               | 1             | 0,01%         |
| остали        | остали        |               | 12            | 0,04%         |
| неизјашњени   | неизјашњени   |               | 378           | 1,31%         |
| непознато     | непознато     |               | 433           | 1,50%         |